# RIP (Arizona Zervas)
RIP (abbreviazione di Rest in Peace) è un singolo del rapper statunitense Arizona Zervas, pubblicato il 24 settembre 2020 su etichetta Columbia Records.

## Tracce
1. Rip – 2:54